# 후안 히아
후안 호르헤 히아 야루르(스페인어: Juan Jorge Giha Yarur, 1955년 4월 23일~)는 페루의 사격 선수, 지도자로 주 종목은 스키트이다. 올림픽에 6회 참가하였으며, 1992년 하계 올림픽에서 남자 스키트 종목 은메달을 획득했다. 그는 현재 올림픽에서 메달을 획득한 마지막 페루 선수이다.